# Harati, Kolar
Harati là một làng thuộc tehsil Kolar, huyện Kolar, bang Karnataka, Ấn Độ.